# Lyn Collingwood
Lyn Collingwood (Sydney, 6 september 1936) is een Australisch actrice. Collingwood speelde Colleen Stewart in de Australische serie Home and Away. Ze debuteerde in de serie in 1988 en kreeg een vaste plaats in de cast vanaf 1999. Ze was eerder docente drama en geschiedenis.

## Filmografie
- Bibliothèque nationale de France: cb17060281r (data)
- International Standard Name Identifier: 0000 0000 6445 6147
- Virtual International Authority File: 94334438